# 2007年東ティモール国民議会選挙
2007年東ティモール国民議会選挙は、東ティモール民主共和国（以下、東ティモール）の立法府である国民議会を構成する議員を選出するため、2007年6月30日に投票が行われた選挙である。

## 概要
この選挙は、2002年5月20日にインドネシアから正式に独立を果たした東ティモールにとって初めてとなる国会議員選挙で、4月（第1回投票）と5月（決選投票）に行われた大統領選挙に続いて行われた。前年2006年のアルカティリ政権の転覆劇に端を発した争乱による治安不安・社会不安の中で行われたが、国際社会の強い支援もあり、日本も含めた30カ国余りから派遣された国際監視団からは、ほぼ自由で公正な選挙であると評価された。選挙の結果、独立後の国会における与党であった東ティモール独立革命戦線（フレティリン）が第一党となったが、過半数には達しなかった。

## 選挙制度
選挙は、2006年12月、東ティモール国会で制定された国会議員選挙法に基づいて行われた（その後、2007年6月に一部が改正された）。以下に選挙制度の概要について説明する。
- 定数：65議席。前回選挙（制憲議会選挙）より23議席減
- 選挙制度：絶対拘束名簿式比例代表。前回選挙は小選挙区比例代表並立制で行われた。
- 選挙区：全国を1選挙区とする。
- 選挙権：17歳以上の東ティモール国民。なお投票するためには有権者登録が必要である。被選挙権は選挙権を有するものに与えられるが、大統領や行政官、検察官、職業外交官、公務員、国軍に所属している者、警察官、聖職者および国家選挙管理委員会委員は立候補できない。
- 投票：全ての立候補者政党（政党連合）が印刷された投票用紙の上の四角い欄に「＋」（クロス）を記入するか、若しくは穴を開けて投票する。
- 議席配分方法：ドント式で配分されるが、有効投票数の3％に満たない政党については議席配分対象から除外する阻止条項あり。

## 政党
本選挙では、14の政党や政党連合が候補者名簿を提出した。
1. ティモール抵抗民主国民統一党（UNDERTIM）
2. 東ティモール再建国民会議（CNRT）
3. 共和党（PR）
4. ティモール民主共和党（PDRT）
5. キリスト民主党（PDC）
6. ティモール民主連合（UDT）
7. 民主党（PD）
8. 千年王国民主党（PMD）
9. ティモール社会党（PST）
10. ティモール社会民主協会・社会民主党連合（ASDT-PSD）。ティモール社会民主協会（ASDT）と社会民主党（PSD）の政党連合
11. 民主連合（AD）。ティモール戦士協会（KOTA）とティモール人民党（PPT）の政党連合。
12. フレティリン（FRETILIN）
13. ティモール国民党（PNT）
14. 国民統一党（PUN）

出所：East Timor Parliamentary Election 2007 PAGE 1（2010年9月12日閲覧）。登録番号順に掲載した。

## 選挙結果
- 投票日：2007年6月30日（投票時間：7時～16時）
- 投票率：80.05％

有効投票総数：415,604票
白票：2,636票
無効票：7,970票
| 政党及び政党連合                      | 得票数  | 得票率 | 議席数 |
| ------------------------------------- | ------- | ------ | ------ |
| フレティリン FRETILIN                 | 120,592 | 29.02% | 21     |
| 東ティモール再建国民会議 CNRT         | 100,175 | 24.10% | 18     |
| 社会民主協会-社会民主党連合 ASDT-PSD  | 65,358  | 15.73% | 11     |
| 民主党 PD                             | 46,946  | 11.30% | 8      |
| 国民統一党 PUN                        | 18,896  | 4.55%  | 3      |
| 民主連合 AD(Kota-PPT)                 | 13,294  | 3.20%  | 2      |
| ティモール抵抗民主国民統一党 UNDERTIM | 13,247  | 3.19%  | 2      |
| ティモール国民党 PNT                  | 10,057  | 2.42%  | 0      |
| ティモール民主共和党 PDRT             | 7,718   | 1.86%  | 0      |
| 共和党 PR                             | 4,408   | 1.06%  | 0      |
| キリスト教民主党 PDC                  | 4,300   | 1.03%  | 0      |
| ティモール社会党 PST                  | 3,982   | 0.96%  | 0      |
| ティモール民主連合 UDT                | 3,753   | 0.90%  | 0      |
| 千年王国民主党 PMD                    | 2,878   | 0.69%  | 0      |
| 合計                                  | 415,604 |        | 65     |

出所：2007 ELECTION RESULT BY PARTY - East Timor Parliamentary Election 2007 PAGE 7（2010年9月12日閲覧）
選挙では、シャナナ・グスマン前大統領が結成した東ティモール再建国民会議（CNRT）が東部を中心に強い支持基盤を有する与党のフレティリンを相手にどこまで支持を拡大できるかという点に注目が集まった。選挙の結果、名簿を提出した14政党の内、7政党が議席阻止線の3％を突破して議席を獲得した。フレティリンは、29％余りの得票で21議席を得て第1党を維持したものの、過半数を確保することはできなかった。一方、CNRTは24％の得票で18議席を確保、第2党となった。以下、ASDT-PSD、PD、PUN、ADと続いた。
なお選挙前に議席を有していたPDC（1議席）、UDT（2議席）、PST（1議席）の3政党は、議席阻止線である3％を下回ったため議席を失う結果となった。女性当選者は18名（全議席に占める割合：27.18％）で、政党別ではFRETILINが5名、CNRTが6名、ASDT-PSDが4名、PDが2名、PUNが1名となった。 

## 参考資料・外部リンク
- East Timor Legal Infomastion site
- 遠藤聡「東ティモールの国会選挙法　独立後初の国会議員選挙」
- アジア経済研究所『2008年版　アジア動向年報』（アジア研究所）。